# Jonathan Sundy Zongo
Jonathan Zongo (Ouagadougou, Burkina Faso, 6 d'abril del 1989) és un jugador de futbol, que juga com a davanter
Fou internacional amb la selecció de futbol de Burkina Faso.
Pel que fa a clubs, destacà a la UD Almería.